# Botryobasidium pilosellum
Botryobasidium pilosellum är en svampart som beskrevs av J. Erikss. 1958. Botryobasidium pilosellum ingår i släktet Botryobasidium och familjen Botryobasidiaceae.   Inga underarter finns listade i Catalogue of Life.